# Московский международный кинофестиваль
Моско́вский междунаро́дный кинофестива́ль — кинофестиваль, проводимый в Москве.
Имеет аккредитацию Международной федерации ассоциаций кинопродюсеров, в настоящее время замороженную. До 2017 года включительно проходил в конце июня, с 2018 года проходит в середине апреля. Длится, в зависимости от бюджета, от 8 до 10 дней.
Второй по старшинству кинофестиваль в мире после Венецианского.
Главный приз Московского Международного кинофестиваля (учреждён в 1989 году) — «Золотой Святой Георгий».
В ответ на вторжение России на Украину в 2022 году Международная федерация ассоциаций кинопродюсеров приостановила аккредитацию фестиваля до дальнейшего уведомления. Организаторы фестиваля, в свою очередь, за два месяца до фестиваля 2022 года полностью сменили команду отборщиков.

## Предыстория
Впервые Московский кинофестиваль состоялся в 1935 году. Он назывался «Советский кинофестиваль в Москве». Картины прислали из девятнадцати стран. Открытие состоялось 21 февраля в Доме кино. Председателем жюри был Борис Шумяцкий..
В конкурсе участвовали фильмы режиссёров-классиков: «Хлеб наш насущный» Видора, «Клеопатра» Демилля, «Маленькие женщины» Кьюкора, «Частная жизнь Генриха VIII» Корды.
Конкурсную программу Фестиваля открывал фильм «Чапаев». Киностудии «Ленфильм» был присуждён Первый приз за программу фильмов «Чапаев», «Юность Максима», «Крестьяне». Премий фестиваля удостоились также француз Рене Клер за ленту «Последний миллиардер», а также мультипликация Уолта Диснея. Также приза удостоилась картина Александра Птушко «Новый Гулливер», которая была высоко оценена Чарли Чаплином.

## История

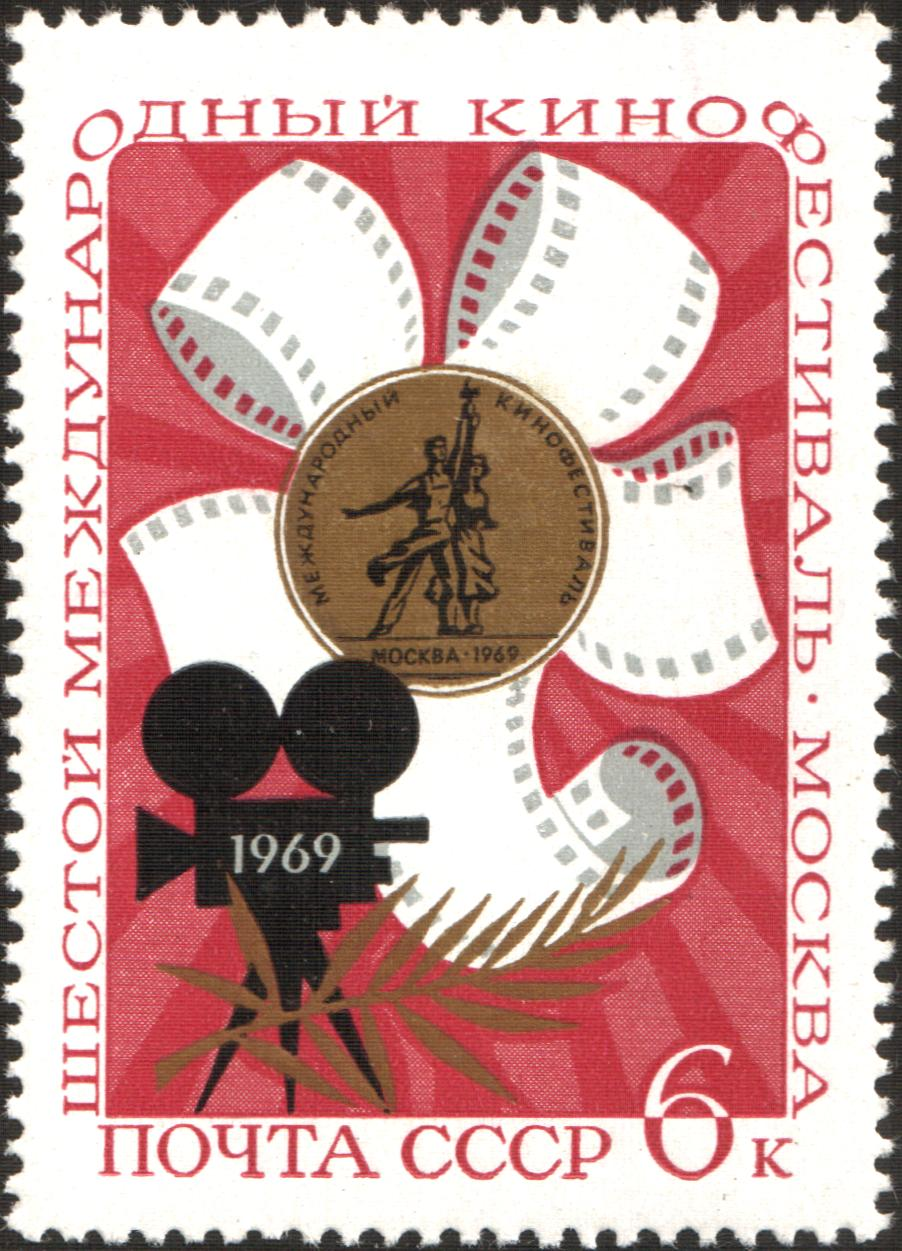
Памятная марка, выпущенная к VI Московскому кинофестивалю

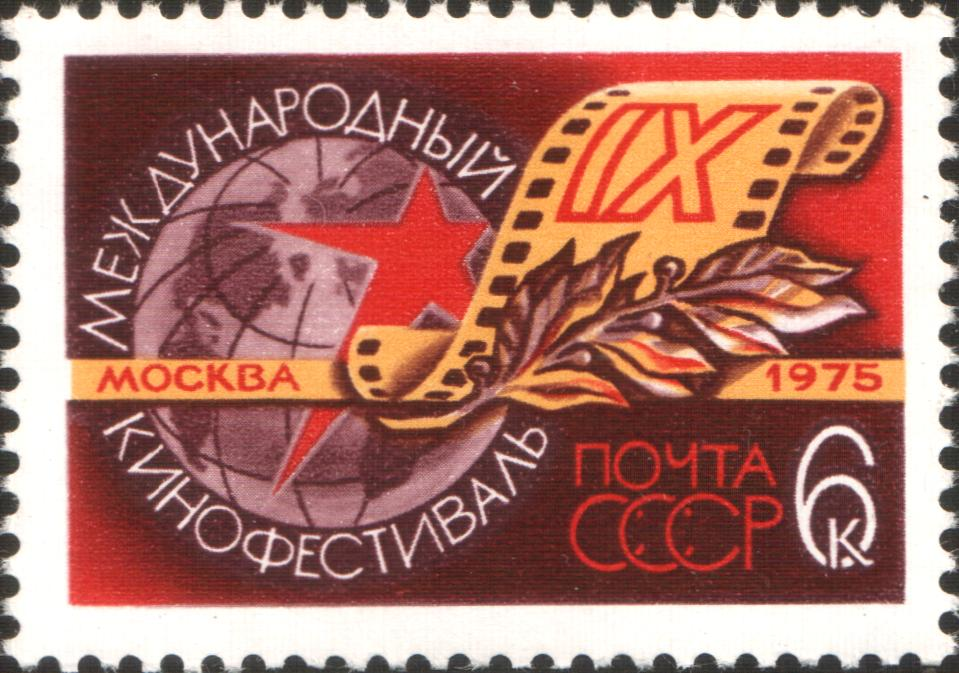
Памятная марка, выпущенная к IX Московскому кинофестивалю

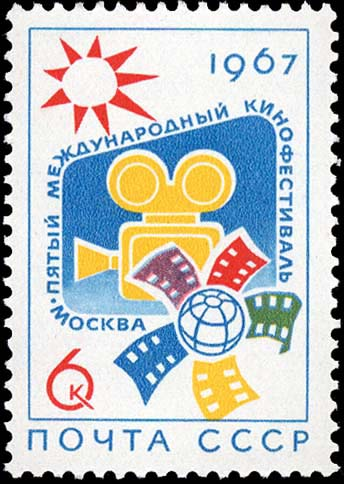
Почтовая марка СССР 1967 г. V Международный кинофестиваль в Москве

Во время Великой Отечественной войны и в послевоенное время (с 1941 по 1959 годы) кинофестиваль не проводился.
Кинофестиваль был возобновлён в 1959 году по инициативе Екатерины Фурцевой и стал проводиться каждые два года.
С 1972 года ММКФ получил аккредитацию класса «А» Международной федерации ассоциации кинопродюсеров (FIAPF).
В 1988 году документальная секция Московского фестиваля была выделена и преобразована в отдельный Ленинградский международный фестиваль документальных фильмов «Послание к человеку».
В 1997 году было объявлено, что фестиваль будет проводиться не раз в два года, а раз в год, однако в 1998 году из-за финансовых проблем фестиваль не проводился. С 1999 года президентом ММКФ является Никита Михалков, с этого же года фестиваль проводился ежегодно в июне.
С 2006 года в рамках ММКФ появилась документальная программа «Свободная мысль». В 2011 году объявлено о возвращении конкурса документальных фильмов в программу ММКФ.
Генеральный директор ММКФ (2015) — Наталья Сёмина (с 2007 года). Организацией ММКФ в течение длительного времени занималось возглавляемое режиссёром Ренатом Давлетьяровым компания «Интерфест»; с 2007 года проведением фестиваля занимается компания «Медиафест», учредителями которой являются подконтрольные Никите Михалкову АНО «Золотой орёл» и Национальная киноакадемия. Финансовая поддержка ММКФ со стороны государства в 2013, 2014 и 2015 годах осталась в рублёвом выражении одинаковой — 115 млн рублей в год. По экспертным оценкам, общий бюджет кинофестиваля до резкого скачка курса по второй половине 2014 года в течение нескольких лет составлял около 6 млн долларов, что сопоставимо с бюджетами наиболее известных европейских кинофестивалей (Каннского, Венецианского и Берлинского), составляющими около 6—7 млн евро.
Музыкальной заставкой кинофестиваля является тема «Поход» Эдуарда Артемьева из фильма Андрея Кончаловского «Сибириада». Цвет «фирменной дорожки» в разные годы различался: на 34-м ММКФ дорожка была красной, а до этого несколько лет была зелёного цвета.
В 2016 году проводился бесплатный показ фильмов фестиваля в парках и кинотеатрах.
В 2017 году объявлено о начале строительства Фестивального дворца на Лужнецкой набережной в Москве, в котором будет проводиться кинофестиваль. В 2015 году Департаментом городского имущества города Москвы для проектирования и строительства Медиацентра предоставлен земельный участок на пересечении Лужнецкой набережной и улицей Лужники.
В 2018 году ММКФ был перенесён с июня на апрель из-за чемпионата мира по футболу. Впоследствии апрель стал новой датой проведения фестиваля. В 2020 году ММКФ был перенесён на октябрь из-за распространения COVID-19, в 2022 году — на август-сентябрь из-за экономического и политического кризиса.

## Программа фестиваля

### Основной конкурс
В основном конкурсе принимает участие не менее 12 полнометражных фильмов. Для оценки работ этого конкурса создаётся Большое жюри.

### Конкурс документального кино
«Свободная мысль» — документальная программа, проводимая в рамках Московского Международного кинофестиваля (ММКФ) с 2006 года.
Кураторы программы — режиссёр Сергей Мирошниченко, а также продюсер и кинокритик Григорий Либергал. Программа ориентируется на то, чтобы показать российскому зрителю шедевры мирового документального кинематографа.

### Конкурс «Перспективы»
В данном конкурсе принимали участие дебютные, поисковые и экспериментальные работы. Фильмы этого конкурса оценивало Международное жюри конкурса «Перспективы». На XXXV фестивале (2013) конкурс был заменён Конкурсом короткого метра.

### Программа фильмов в формате виртуальной реальности

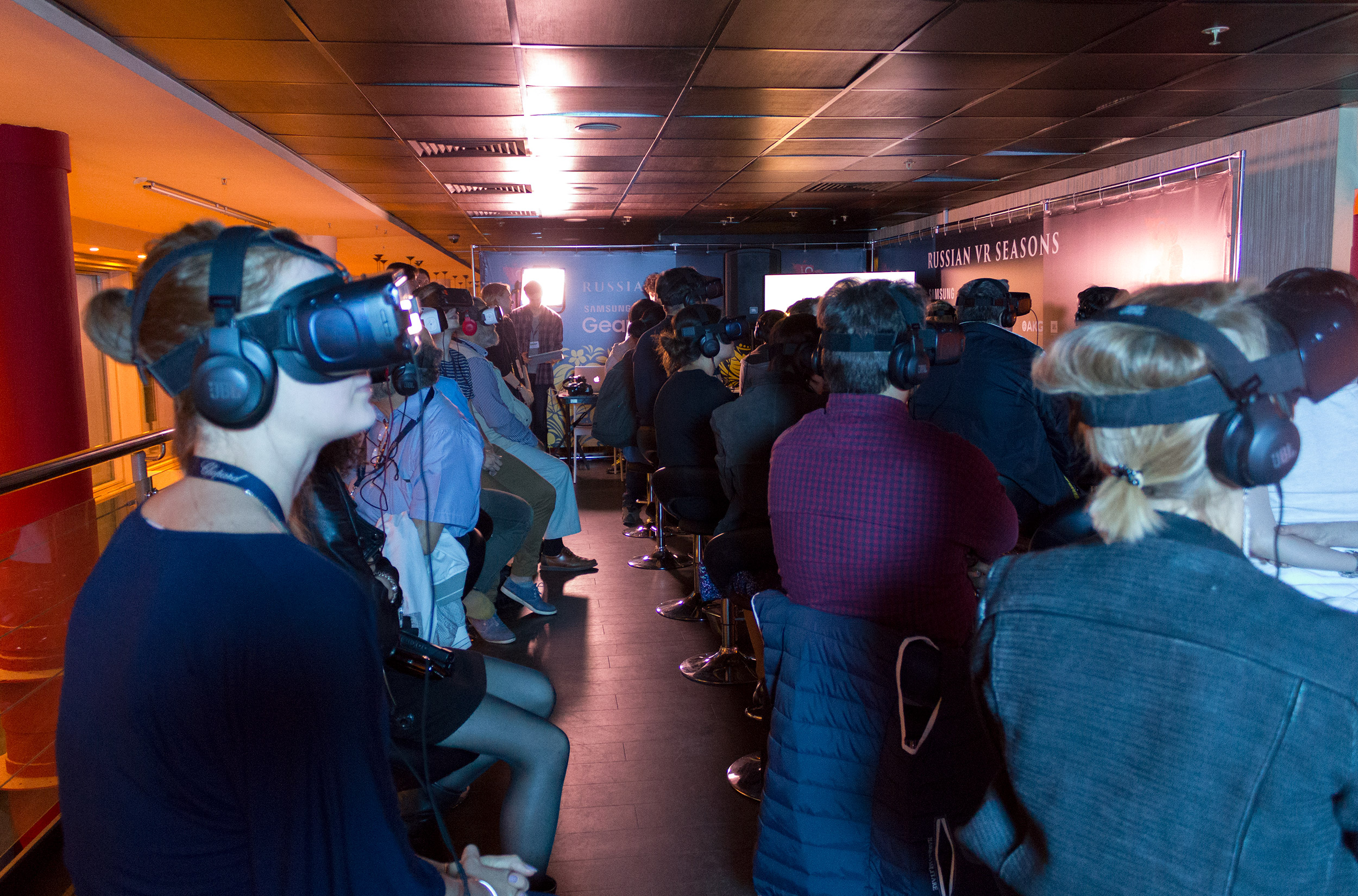
Показы VR-фильмов секции Russian VR Seasons на 39 ММКФ

В 2017 году фестиваль впервые представил секцию фильмов в формате виртуальной реальности — «Русские VR сезоны» (англ. Russian VR Seasons). Программа состояла из 34 короткометражных VR-фильмов из России, Белоруссии, Германии, Франции, США и Китая. Большинство фильмов были произведены российскими студиями (21 из 34). Куратором секции стал режиссёр Георгий Молодцов, участник отборочной комиссии программы ММКФ «Свободная мысль». Презентации и показы фильмов в шлемах виртуальной реальности проходили с 23 по 28 июня на третьем этаже «кинотеатра Октябрь». Георгий Молодцов:

Жанр сферического кино является уникальной нишей на стыке передовых технологий и традиционного киноискусства. Именно поэтому ключевые мировые кинофестивали уже обратили свое внимание на VR-кино. В России появляются примеры действительно высокопрофессиональных работ международного уровня. Наша задача — сделать эти работы заметными не только на российском, но и международном рынке.

## Призы
До 1989 года вручались большие и золотые призы, золотые и серебряные медали.
Главные призы кинофестиваля, статуэтки, изображают святого Георгия верхом на серебряном коне, поражающего копьем дракона. Две награды — за «Лучший фильм конкурсной программы» и «За вклад в мировой кинематограф» — выполнены из позолоченного серебра. Лауреаты в семи номинациях награждаются серебряными «Святыми Георгиями».
- Призы основного конкурса (статуэтки «Святой Георгий»)
  - За лучший фильм
  - Специальный приз жюри
  - За лучшую режиссёрскую работу
  - За лучшее исполнение мужской роли
  - За лучшее исполнение женской роли
- Призы конкурса «Перспективы»
  - За лучший фильм конкурса «Перспективы»
- Призы, вручаемые организационным комитетом и дирекцией ММКФ
  - Приз за вклад в мировой кинематограф
  - Специальный приз за покорение вершин актёрского мастерства и верность принципам школы К. С. Станиславского «Верю. Константин Станиславский»
- Прочие
  - Приз Жюри международной прессы (ФИПРЕССИ) за лучший фильм Основного конкурса
  - Призы Жюри российской кинокритики за лучший фильм Основного конкурса и Конкурса «Перспективы»
  - Приз зрительских симпатий лучшему фильму Основного конкурса
  - Приз Федерации киноклубов России за лучший фильм Основного конкурса
  - Приз зрительских симпатий («Ключ к сердцам зрителей»)[19][20]

## Лауреаты первой премии

### Золотой святой Георгий
| Год  | Номер   | Фильм                                                     | Оригинальное название                                   | Режиссёр                   | Страна                |
| ---- | ------- | --------------------------------------------------------- | ------------------------------------------------------- | -------------------------- | --------------------- |
| 2024 | XLVI    | Стыд                                                      | Vergüenza                                               | Мигель Сальгадо            | Мексика               |
| 2023 | XLV     | Три брата                                                 | Tres hermanos                                           | Франсиско Хоакин Папарелья | Чили                  |
| 2022 | XLIV    | Без предварительной договорённости                        | بدون قرار قبلی                                          | Бехруз Шоайби              | Иран                  |
| 2021 | XLIII   | #засранка                                                 | #dogpoopgirl                                            | Андрей Хуцуляк             | Румыния               |
| 2020 | XLII    | Блокадный дневник                                         |                                                         | Андрей Зайцев              | Россия                |
| 2019 | XLI     | Тренинг личностного роста                                 |                                                         | Фархат Шарипов             | Казахстан             |
| 2018 | XL      | Царь-птица                                                | Тойон кыыл                                              | Эдуард Новиков             | Россия                |
| 2017 | XXXIX   | Хохлатый ибис                                             | Yuan shang                                              | Лян Цяо                    | Китай                 |
| 2016 | XXXVIII | Дочка                                                     | دختر                                                    | Реза Миркарими             | Иран                  |
| 2015 | XXXVII  | Лузеры                                                    | Каръци                                                  | Ивайло Христов             | Болгария              |
| 2014 | XXXVI   | Мой мужчина                                               | 私の男                                                  | Кадзуёси Кумакири          | Япония                |
| 2013 | XXXV    | Частица                                                   | Zerre                                                   | Эрдем Тепегёз              | Турция                |
| 2012 | XXXIV   | Отбросы                                                   | Junkhearts                                              | Тиндж Кришнан              | Великобритания        |
| 2011 | XXXIII  | Волны                                                     | Las Olas                                                | Альберто Мораис            | Испания               |
| 2010 | XXXII   | Брат                                                      | Hermano                                                 | Марсель Раскин             | Венесуэла             |
| 2009 | XXXI    | Петя по дороге в Царствие Небесное                        | Петя по дороге в Царствие Небесное                      | Николай Досталь            | Россия                |
| 2008 | XXX     | Проще простого                                            | Be hamin sadegi                                         | Реза Миркарими             | Иран                  |
| 2007 | XXIX    | Путешествие с домашними животными                         | Путешествие с домашними животными                       | Вера Сторожева             | Россия                |
| 2006 | XXVIII  | О Саре                                                    | Om Sara                                                 | Отман Карим                | Швеция                |
| 2005 | XXVII   | Космос как предчувствие                                   | Космос как предчувствие                                 | Алексей Учитель            | Россия                |
| 2004 | XXVI    | Свои                                                      | Свои                                                    | Дмитрий Месхиев            | Россия                |
| 2003 | XXV     | Божественный огонь                                        | La luz prodigiosa                                       | Мигель Эрмосо              | Италия, · Испания     |
| 2002 | XXIV    | Воскресение                                               | Resurrezione                                            | Паоло и Витторио Тавиани   | Италия, · Франция     |
| 2001 | XXIII   | Фанатик                                                   | The Believer                                            | Генри Бин                  | США                   |
| 2000 | XXII    | Жизнь как смертельная болезнь, передающаяся половым путём | Życie jako śmiertelna choroba przenoszona drogą płciową | Кшиштоф Занусси            | Польша, · Франция     |
| 1999 | XXI     | Жажда жизни                                               | Ikitai                                                  | Канэто Синдо               | Япония                |
| 1997 | XX      | Комната Марвина                                           | Marvin’s room                                           | Джерри Зэкс                | США                   |
| 1995 | XIX     | не присуждён                                              |                                                         |                            |                       |
| 1993 | XVIII   | Я — Иван, ты — Абрам                                      | Moi Ivan, toi Abraham                                   | Иоланда Зоберман           | Франция, · Белоруссия |
| 1991 | XVII    | Пегий пёс, бегущий краем моря                             | Пегий пес, бегущий краем моря                           | Карен Геворкян             | СССР, · Германия      |
| 1989 | XVI     | Похитители мыла                                           | Ladri di saponette                                      | Маурицио Никетти           | Италия                |

### Золотой приз
| ММКФ | Фильм                                            | Оригинальное название                                                    | Режиссёр                        | Страна                                     |
| ---- | ------------------------------------------------ | ------------------------------------------------------------------------ | ------------------------------- | ------------------------------------------ |
| XV   | Интервью                                         | Intervista                                                               | Федерико Феллини                | Италия                                     |
| XIV  | Иди и смотри                                     | Иди и смотри                                                             | Элем Климов                     | СССР                                       |
| XIV  | Армейская история                                | A soldier’s story                                                        | Норман Джуисон                  | США                                        |
| XIV  | Конец девяти                                     | Η κάθοδος των εννιά (И катодос тон эннеа)                                | Христос Шопахас                 | Греция                                     |
| XIII | Амок                                             | Amok                                                                     | Сухейль бен Барка               | Гвинея, · Сенегал                          |
| XIII | Альсино и Кондор                                 | Alsino y el cóndor                                                       | Мигель Литтин                   | Никарагуа, · Куба, · Мексика, · Коста-Рика |
| XIII | Васса                                            | Васса                                                                    | Глеб Панфилов                   | СССР                                       |
| XII  | Выжатый человек                                  | O homem que virou suco                                                   | Жуан Батиста ди Андради         | Бразилия                                   |
| XII  | Опустошённое поле                                | Cánh đồng hoang                                                          | Нгуен Хонг Шен                  | Вьетнам                                    |
| XII  | Тегеран-43                                       | Тегеран-43                                                               | Александр Алов, Владимир Наумов | СССР, · Франция, · Швейцария               |
| XI   | Христос остановился в Эболи                      | Cristo si e fermato a Eboli                                              | Франческо Рози                  | Италия, · Франция                          |
| XI   | Семь дней в январе                               | Siete dias de enero                                                      | Хуан Антонио Бардем             | Испания, · Франция                         |
| XI   | Кинолюбитель                                     | Amator                                                                   | Кшиштоф Кесьлёвский             | Польша                                     |
| X    | Пятая печать                                     | Az otodik pecset                                                         | Золтан Фабри                    | Венгрия                                    |
| X    | Конец недели                                     | El puente                                                                | Хуан Антонио Бардем             | Испания                                    |
| X    | Мимино                                           | Мимино                                                                   | Георгий Данелия                 | СССР                                       |
| IX   | Земля обетованная                                | Ziemia obiecana                                                          | Анджей Вайда                    | Польша                                     |
| IX   | Дерсу Узала                                      | Дерсу Узала                                                              | Акира Куросава                  | СССР, · Япония                             |
| IX   | Мы так любили друг друга                         | Ceravamo tanto amati                                                     | Этторе Скола                    | Италия                                     |
| VIII | Это сладкое слово — свобода!                     | Это сладкое слово — свобода!                                             | Витаутас Жалакявичюс            | СССР                                       |
| VIII | Любовь                                           | Обич                                                                     | Людмил Стайков                  | Болгария                                   |
| VIII | Оклахома, как она есть                           | Oklahoma crude                                                           | Стэнли Крамер                   | США                                        |
| VII  | Признание комиссара полиции прокурору республики | Confessione di un commissario di polizia al procuratore della repubblica | Дамиано Дамиани                 | Италия                                     |
| VII  | Обнажённые девятнадцатилетние                    | хадака-но дзюкюсай                                                       | Канэто Синдо                    | Япония                                     |
| VII  | Белая птица с чёрной отметиной                   | Білий птах з чорною ознакою                                              | Юрий Ильенко                    | СССР                                       |
| VI   | Лусия                                            | Lucia                                                                    | Умберто Солас                   | Куба                                       |
| VI   | Серафино                                         | Serafino                                                                 | Пьетро Джерми                   | Италия, · Франция                          |
| VI   | Доживём до понедельника                          | Доживём до понедельника                                                  | Станислав Ростоцкий             | СССР                                       |
| V    | В сельве нет звёзд                               | En la selva no hay estrellas                                             | Армандо Роблес Годой            | Перу                                       |
| IV   | Небо над головой                                 | Le ciel sur la tete                                                      | Ив Чампи                        | Франция, · Италия                          |
| IV   | Покушение                                        | Atentat                                                                  | Иржи Секвенс                    | Чехословакия                               |
| III  | Смерть зовется Энгельхен                         | Smrt si rika Engelchen                                                   | Ян Кадар, Эльмар Клос           | Чехословакия                               |
| III  | Козара                                           | Kozar                                                                    | Велько Булайич                  | Югославия                                  |
| III  | Испорченная девчонка                             | Хико сёдзё                                                               | Кирио Ураяма                    | Япония                                     |
| II   | Профессор Мамлок                                 | Professor Mamlock                                                        | Конрад Вольф                    | ГДР                                        |
| II   | Как молоды мы были                               | А бяхме млади                                                            | Бинка Желязкова                 | Болгария                                   |
| I    | Мы — вундеркинды                                 | Wir Wunderkinder                                                         | Курт Хофман                     | ФРГ                                        |
| I    | Настанет день                                    | Jago Hua Savera                                                          | Аджай Кардар                    | Пакистан, · Великобритания                 |
| I    | Бегство из тени                                  | Utek ze stinu                                                            | Иржи Секвенс                    | Чехословакия                               |

### Большой приз
| ММКФ | Фильм              | Оригинальное название | Режиссёр         | Страна            |
| ---- | ------------------ | --------------------- | ---------------- | ----------------- |
| V    | Журналист          | Журналист             | Сергей Герасимов | СССР              |
| V    | Отец               | Ара                   | Иштван Сабо      | Венгрия           |
| IV   | Война и мир        | Война и мир           | Сергей Бондарчук | СССР              |
| IV   | Двадцать часов     | Husz ora              | Золтан Фабри     | Венгрия           |
| III  | Восемь с половиной | Otto e mezzo          | Федерико Феллини | Италия, · Франция |
| II   | Голый остров       | Хадака-но сима        | Канэто Синдо     | Япония            |
| II   | Чистое небо        | Чистое небо           | Григорий Чухрай  | СССР              |
| I    | Судьба человека    | Судьба человека       | Сергей Бондарчук | СССР              |